# Frontonia
Frontonia es un género de protistas ciliados de la familia Frontoniidae descrito por Christian Gottfried Ehrenberg en 1838.

## Taxonomía
En 2008 se publicó un análisis del genoma de la subunidad menor del ARN ribosomal (SS ARNr) de varias especies de Frontonia que demostró la relación entre los miembros del género con la excepción de F. didieri, que es más similar a Apofrontonia que a Frontonia. Esto apunta a que el género pueda ser parafilético.
Se han descrito las siguientes especies de Frontonia:
- Frontonia aberrans Dragesco, 1960
- Frontonia acuminata Ehrenberg, 1833
- Frontonia algivora Kahl, 1931
- Frontonia arenaria Kahl, 1933
- Frontonia atra Ehrenberg, 1833
- Frontonia bullingtoni Dragesco, 1960
- Frontonia caneti Dragesco, 1960
- Frontonia didieri Long, Song, Al-Rasheid, Wang, Yi, Al-Quraishy, Lin & Al-Farraj, 2008
- Frontonia elliptica Beardsley, 1902
- Frontonia elongata Burkovsky, 1970
- Frontonia frigida Petz, Song & Wilbert, 1995
- Frontonia fusca (Quennerstedt, 1869)
- Frontonia leucas (Ehrenberg, 1833) Ehrenberg, 1838
- Frontonia lynni Long, Song, Gong, Hu, Ma, Zhu & Wang, 2005
- Frontonia macrostoma Dragesco, 1960
- Frontonia marina Fabre-Domergue, 1891
- Frontonia maris-alba Burkovsky, 1970
- Frontonia microstoma Kahl, 1935
- Frontonia multinucleata Long, Song, Al-Rasheid, Wang, Yi, Al-Quraishy, Lin & Al-Farraj, 2008
- Frontonia nigricans Penard, 1922
- Frontonia ocularis Bullington, 1939
- Frontonia pallida Czapik, 1979
- Frontonia schaefferi Bullington, 1939
- Frontonia sinica Lin, Song, Yi & Liu, 2009
- Frontonia tchibisovae Burkovsky, 1970
- Frontonia vacuolata Dragesco, 1960